# Rangifer tarandus terraenovae
A Rangifer tarandus terraenovae az emlősök (Mammalia) osztályának párosujjú patások (Artiodactyla) rendjébe, ezen belül a szarvasfélék (Cervidae) családjába tartozó rénszarvas (Rangifer tarandus) egyik észak-amerikai alfaja.
Egyes rendszerezők azonosnak tartják az erdei karibuval (Rangifer tarandus caribou).

## Előfordulása
A Rangifer tarandus terraenovae előfordulási területe Kanadában van. Az elterjedése kizárólag az Új-Fundland és Labrador Avalon-félsziget nevű térségére korlátozódik.